# Lee Kuan Yew
Lee Kwan Yew (李光耀T, Lǐ GuāngyàoP; Singapore, 16 settembre 1923 – Singapore, 23 marzo 2015) è stato un politico e avvocato singaporiano. Fu il 1º primo ministro di Singapore e viene considerato da alcuni il "padre della Patria". Governò il Paese con metodi autoritari e adottò una politica filo-occidentale.

## Biografia
(Lee Kuan Yew)
Ha trasformato il piccolo villaggio di pescatori in una delle metropoli più ricche e cosmopolite del mondo, guadagnandosi così l'appellativo di padre fondatore di Singapore. Frequentò il Fitzwilliam College dell'Università di Cambridge e dopo la laurea esercitò pressioni sul governo britannico per ottenere l'indipendenza della piccola isola. Si mise a capo di un partito, il PAP, Partito Popolare d'Azione, che gli fece vincere le prime elezioni. Teorizzatore del principio dei "Valori asiatici" il progetto di Lee Kuan Yew fu quello di unirsi alla Federazione della Malesia e formare così, insieme a Malacca e Penang, la Malaysia.
L'unione, ufficializzata il 16 settembre 1963 e nata su basi deboli per via di differenze politiche, economiche e sociali insormontabili, ebbe breve vita e si dissolse il 9 agosto 1965 allorquando gli altri Stati federati della Malaysia cacciarono Singapore dalla federazione e Lee Kwan Yew dovette dichiarare l'indipendenza e la nascita della Repubblica con un discorso alla radio del neonato Paese.
Fu il primo Primo ministro della Repubblica di Singapore, dal 1959 al 1990 ed ha governato il paese con metodi autoritari. Accanto alle riforme economiche Lee Kuan Yew ha promosso la sistematica persecuzione dell'opposizione politica ed ha intrapreso una pesante censura mediatica. Durante il governo di Goh Chok Tong, secondo Primo Ministro, dal 1990 al 2004 è stato ministro anziano. Nonostante il venir meno dell'incarico non ha mai perso la propria grande influenza politica. Dal 2004 al 2011 ha ricoperto la carica di ministro mentore, sotto suo figlio Lee Hsien Loong, terzo Primo Ministro. È morto nel 2015 di polmonite all'età di 91 anni.